# 沃尔夫冈·提尔曼斯
沃尔夫冈·提尔曼斯（Wolfgang Tillmans，1968年8月16日—）是一位德國摄影师、愛滋病帶原者。提尔曼斯是透納獎历史上首位获奖的摄影师，也是首位获奖的非英国人。2023年，美国時代雜誌将提尔曼斯列入时代百大人物榜单。